# Cvrčovice (Moravia meridionale)
Cvrčovice (in tedesco Urspitz) è un comune della Repubblica Ceca facente parte del distretto di Brno-venkov, in Moravia Meridionale.